# José Jaspe
José Jaspe Rivas (* 10. August 1906 in A Coruña; † 5. Juni 1974 in Becerril de Campos) war ein spanischer Schauspieler.

## Leben
Jaspe agierte bereits als Kind auf Theaterbühnen und ging nach dem Spanischen Bürgerkrieg 1942 zum Film. Dabei wurde er zum gefragten und beliebten Charakterdarsteller, vor allem in Genrefilmen, darunter vielen Italowestern – von 1953 bis 1963 arbeitete er fast ausschließlich in Italien –, in denen er zu gleichen Teilen komische wie ernsthafte, böse wie den Helden unterstützende Figuren interpretierte. Auch einige Fernsehauftritte finden sich in seiner nahezu 120 Rollen umfassenden Filmografie.
Jaspe war mit der Schauspielerin Mercedes Vecino verheiratet. In Becerril ist ein Platz nach dem Schauspieler benannt.

## Filmografie (Auswahl)
- 1941: El sobre lacrado
- 1942: El pobre rico
- 1944: El sobrino de Don Buffalo Bill
- 1946: El otro Fu-Man-Chú
- 1948: Las aguas bajan negras
- 1950: Der schwarze Jack (Black Jack)
- 1952: La llamada de África
- 1953: Frine, Sklavin der Liebe (Frine cortigiana d'Oriente)
- 1954: El Alamein
- 1954: Die große Hoffnung (La grande speranza)
- 1957: Der Tod kam um Mitternacht (Operazione notte)
- 1958: Heimweh, Stacheldraht und gute Kameraden (Gli italiani sono matti)
- 1959: Arme Millionäre (Poveri milionari)
- 1959: Kastell der Verräter (Il cavaliere senza terra)
- 1959: Kavaliere des Teufels (I cavalieri del diavolo)
- 1959: Die Rache der Borgias (La notte del grande assalto)
- 1960: Die Hölle am gelben Fluß (Apocalisse sul fiume giallo)
- 1960: Die Spur führt nach Caracas (Le bal des espions)
- 1960: Venus der Piraten (La Venere dei pirati)
- 1961: Der Eroberer von Korinth (Il conquistatore di Corinto)
- 1961: Liebe als Alibi (Nel blu dipinto di blu)
- 1961: Insel der weißen Wasser (Scano Boa)
- 1961: Der schwarze Seeteufel (Gordon il pirata nero)
- 1962: Der goldene Pfeil (La freccia d’oro)
- 1963: Mit Colt und Maske (Il segno del Coyote)
- 1964: Der Boss hat sich was ausgedacht (Échappement libre)
- 1964: Cyrano und d’Artagnan (Cyrano et d'Artagnan)
- 1964: Das Gesetz der Zwei (I due violenti)
- 1964: Die schwarze Tulpe (La Tulipe noire)
- 1964: Soraya, Sklavin des Orients (Anthar l’invincibile)
- 1965: Gideon und Samson (I grandi condottieri)
- 1965: Schieß, solange du kannst (L'arme à gauche)
- 1965: Der Sohn von Jesse James (El hijo de Jesse James)
- 1965: Die Verfluchten der Pampas (Savage Pampas)
- 1965: Die vier Geier der Sierra Nevada (I quattro inesorabili)
- 1966: El Rocho – der Töter (El Rojo)
- 1966: Frauen als Köder für CD 7 (Un colpo da mille miliardi)
- 1966: Pokerspiel um vier Damen (Carré de dames pour un as)
- 1967: Cervantes – Der Abenteurer des Königs (Cervantes)
- 1967: Das Haus der tausend Freuden
- 1968: Ein Colt für hundert Särge (Una pistola per cento bari)
- 1968: Der Fremde von Paso Bravo (Uno straniero a Paso Bravo)
- 1968: Killer adios (Killer, adios)
- 1968: Krakatoa – Das größte Abenteuer des letzten Jahrhunderts (Krakatoa: East of Java)
- 1968: Rio Hondo (Comanche blanco)
- 1968: Ein Schuss zuviel (Dos hombres van a morir)
- 1968: Schweinehunde beten nicht (I vigliacchi non pregano)
- 1968: Von Django – mit den besten Empfehlungen (Uno dopo l'altro)
- 1969: Im Hexenkessel der Gewalt (Tiempos de Chcago)
- 1969: La última aventura del Zorro
- 1970: Django sfida Sartana
- 1970: La muerte busca un hombre
- 1970: Sartana kommt… (Una nuvola di polvere… un grido di morte… arriva Sartana)
- 1971: Rivalen unter roter Sonne (Soleil rouge)
- 1971: Rum-Boulevard (Boulevard du rhum)
- 1971: Zwei wilde Companeros (Viva la muerte… tua!)
- 1972: Horror-Expreß (Pánico en el transiberiano)
- 1972: Rache in El Paso (I senza Dio)
- 1972: Die Schatzinsel (Treasure Island)
- 1973: Alle für einen – Prügel für alle (Tutti per uno… botte per tutti)
- 1973: Herrscher einer versunkenen Welt (La isla misteriosa)
- 1973: Graf Luckner (Fernsehserie, 1 Folge)
- 1973: Der Mann aus El Paso (Un hombre llamado Noon)
- 1974: S.O.S. – Der Käpt’n spinnt (Pasqualino Cammarata… capitano di fregata)
- 1974: Teuflische Mission (La noche del la furia)
- 1975: Im Auftrag von Madame (Fernsehserie, 1 Folge)
- 1975: Sergeant Berry (Fernsehserie, 1 Folge)